# Périers-sur-le-Dan
Pour les articles homonymes, voir Périer.
Périers-sur-le-Dan est une commune française située dans le département du Calvados en région Normandie, peuplée de 581 habitants.

## Géographie
La commune est traversée par un petit ruisseau, le Dan qui a donné son nom à la commune. Le Dan est un ancien affluent de l'Orne. Il alimente aujourd'hui le canal de Caen à la mer. Couvrant 295 hectares, le territoire de Périers-sur-le-Dan est le moins étendu du canton d'Ouistreham.
| Mathieu                    | Hermanville-sur-Mer | Colleville-Montgomery |
| Mathieu                    | Périers-sur-le-Dan  | Biéville-Beuville     |
| Mathieu, Biéville-Beuville | Biéville-Beuville   | Biéville-Beuville     |

### Hydrographie
La commune est située dans le bassin Seine-Normandie. Elle est drainée par le Dan,.
Le Dan, d'une longueur de 20 km, prend sa source dans la commune d'Anisy et se jette  dans le canal de Caen à la mer à Blainville-sur-Orne, après avoir traversé huit communes. 

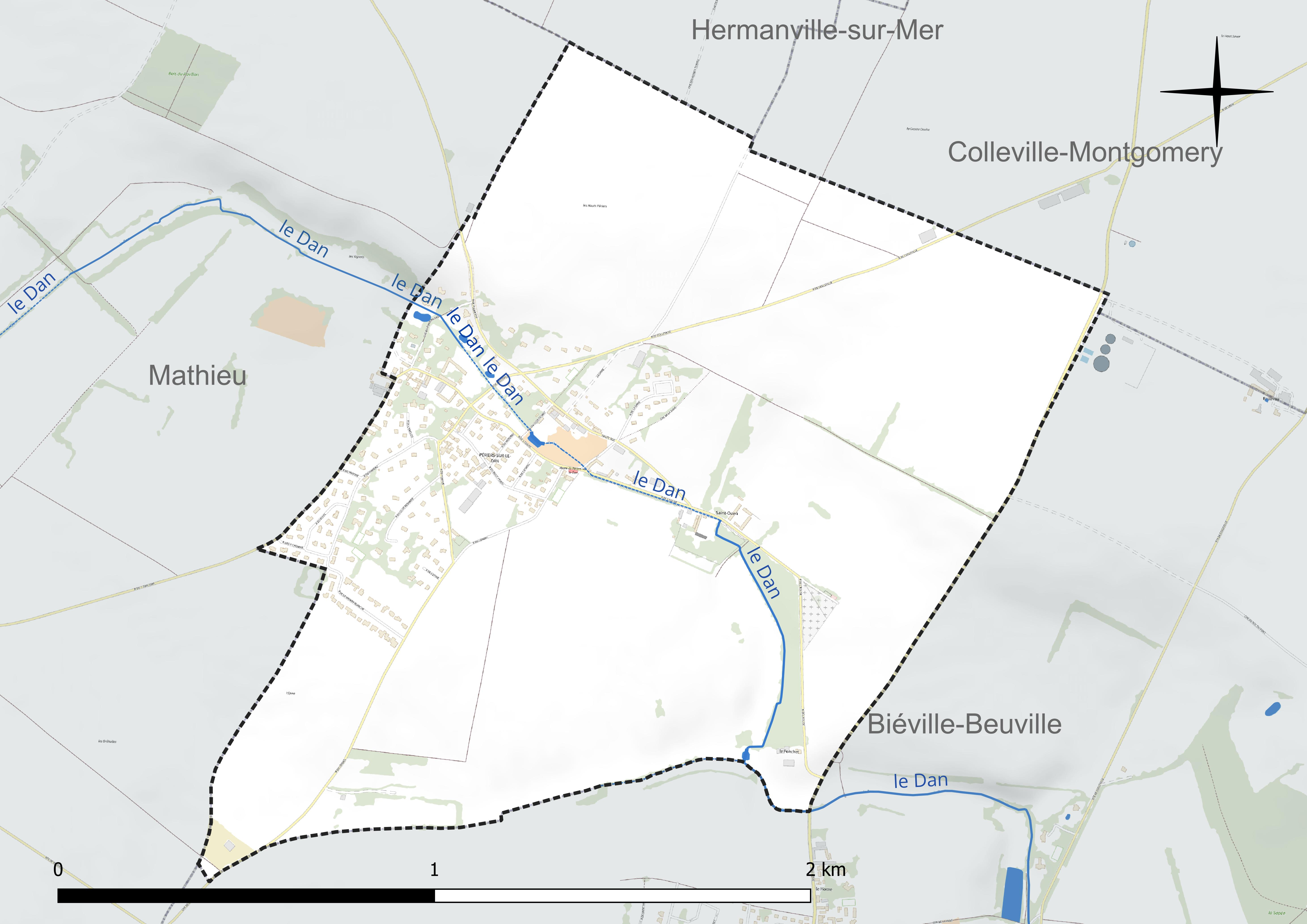
Réseau hydrographique de Périers-sur-le-Dan.

### Climat
Pour des articles plus généraux, voir Climat de la Normandie et Climat du Calvados.
En 2010, le climat de la commune est de type climat océanique altéré, selon une étude du CNRS s'appuyant sur une série de données couvrant la période 1971-2000. En 2020, Météo-France publie une typologie des climats de la France métropolitaine dans laquelle la commune est exposée à un climat océanique et est dans la région climatique Normandie (Cotentin, Orne), caractérisée par une pluviométrie relativement élevée (850 mm/a) et un été frais (15,5 °C) et venté. Parallèlement le GIEC normand, un groupe régional d'experts sur le climat, différencie quant à lui, dans une étude de 2020, trois grands types de climats pour la région Normandie, nuancés à une échelle plus fine par les facteurs géographiques locaux. La commune est, selon ce zonage, exposée à un « climat des plateaux abrités », correspondant à la plaine agricole de Caen à Falaise, sous le vent des collines de Normandie et proche de la mer, se caractérisant par une pluviométrie et des contraintes thermiques modérées.
Pour la période 1971-2000, la température annuelle moyenne est de 10,8 °C, avec  une amplitude thermique annuelle de 12 °C. Le cumul annuel moyen de précipitations est de 684 mm, avec 11,6 jours de précipitations en janvier et 7,2 jours en juillet. Pour la période 1991-2020, la température moyenne annuelle observée sur la station météorologique la plus proche, située sur la commune de Sallenelles à 8 km à vol d'oiseau, est de 11,8 °C et le cumul annuel moyen de précipitations est de 735,8 mm,. Pour l'avenir, les paramètres climatiques de la commune estimés pour 2050 selon différents scénarios d'émission de gaz à effet de serre sont consultables sur un site dédié publié par Météo-France en novembre 2022.

## Urbanisme

### Typologie
Au 1er janvier 2024, Périers-sur-le-Dan est catégorisée ceinture urbaine, selon la nouvelle grille communale de densité à 7 niveaux définie par l'Insee en 2022.
Elle est située hors unité urbaine. Par ailleurs la commune fait partie de l'aire d'attraction de Caen, dont elle est une commune de la couronne,. Cette aire, qui regroupe 296 communes, est catégorisée dans les aires de 200 000 à moins de 700 000 habitants,.

### Occupation des sols
L'occupation des sols de la commune, telle qu'elle ressort de la base de données européenne d'occupation biophysique des sols Corine Land Cover (CLC), est marquée par l'importance des territoires agricoles (84,6 % en 2018), une proportion sensiblement équivalente à celle de 1990 (85,2 %). La répartition détaillée en 2018 est la suivante : 
terres arables (84,5 %), zones urbanisées (15,4 %), prairies (0,1 %). L'évolution de l'occupation des sols de la commune et de ses infrastructures peut être observée sur les différentes représentations cartographiques du territoire : la carte de Cassini (XVIIIe siècle), la carte d'état-major (1820-1866) et les cartes ou photos aériennes de l'IGN pour la période actuelle (1950 à aujourd'hui).

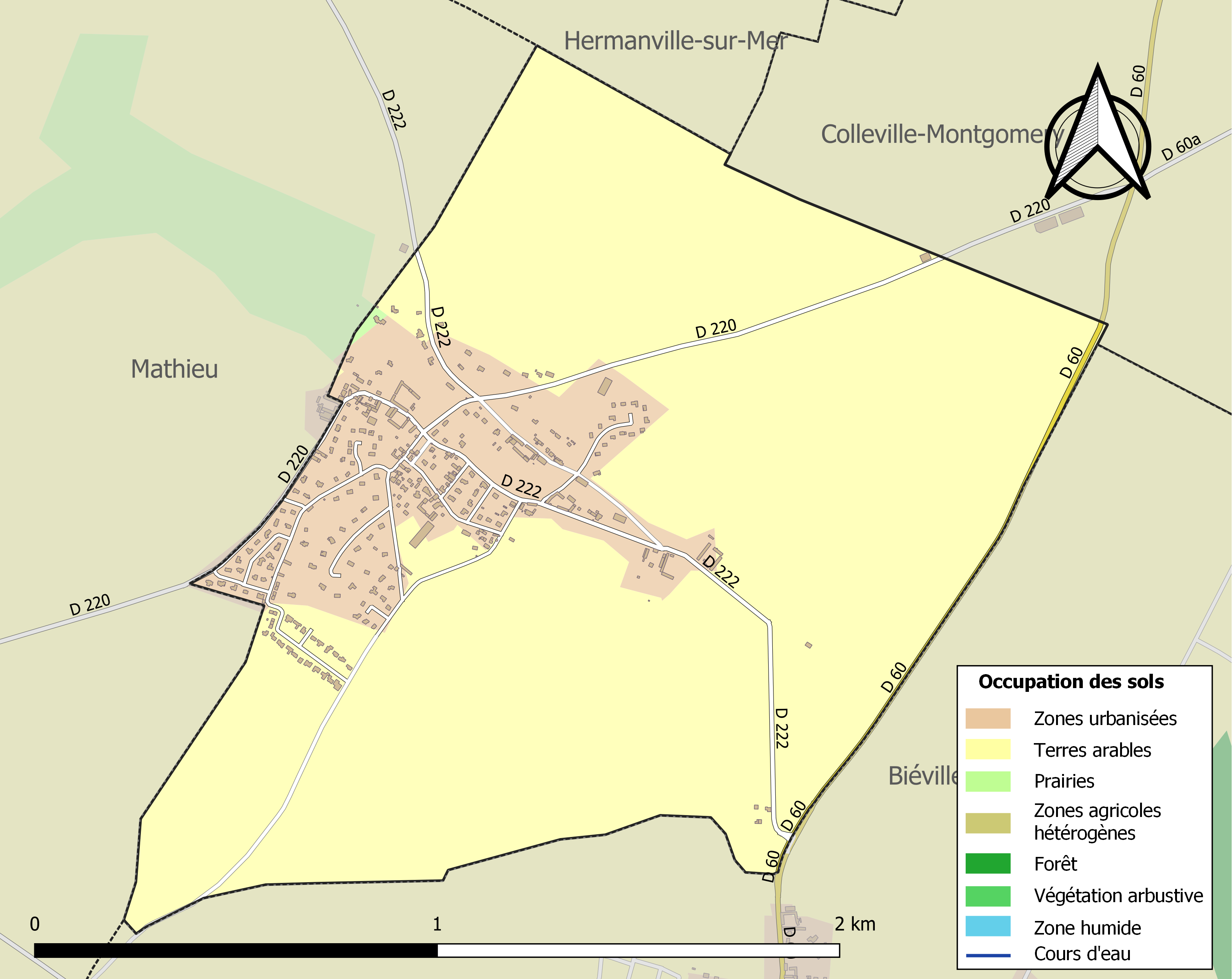
Carte des infrastructures et de l'occupation des sols de la commune en 2018 (CLC).

## Toponymie
Le nom de la localité est attesté sous les formes Piri au XIVe siècle ; Perrières en 1848 (Simon).
Le nom de Périers-sur-le-Dan a été définitivement adopté le 9 août 1888. Jusqu'à cette date, ce village avait porté différents noms dont Periers en Bessin de 1717 à 1770 dans les archives du  Calvados.
Le Dan avait sa source pérenne à Périers-sur-le-Dan, mais à la suite d'une période pluvieuse il coule depuis Anisy jusqu'à l'aval de Mathieu,.
Le gentilé est Périésain.

## Politique et administration
| Période                                  | Période   | Identité                | Étiquette | Qualité                        |
| ---------------------------------------- | --------- | ----------------------- | --------- | ------------------------------ |
| 1803                                     | 1804      | Lefèvre Duponchet       |           |                                |
| 1806                                     | 1832      | Jean-François Tranchant |           |                                |
| 1833                                     |           | M. Lucas                |           |                                |
| 1835                                     |           | Jean-François Tranchant |           |                                |
| 1836                                     | 1854      | Auguste Osmont          |           |                                |
| 1855                                     | 1869      | Eugène Osmont           |           |                                |
| 1869                                     | 1876      | Charles Constant Dupart |           |                                |
| 1876                                     | 1888      | Gustave Delaperrelle    |           |                                |
| 1888                                     | 1888      | Charles Cagniard        |           | Élu maire, il refuse le poste  |
| 1888                                     | 1889      | Isidore Louis           |           |                                |
| 1889                                     | 1892      | Gustave Delaperrelle    |           |                                |
| 1892                                     | 1919      | Charles Cagniard        |           | Le plus long mandat            |
| 1919                                     | 1929      | Maurice Osmont          |           |                                |
| 1929                                     | 1944      | Henri Le Maitre         |           |                                |
| 1944                                     | 1953      | Élise Cagniard          |           | Première femme maire en France |
| 1953                                     | 1970      | André Cagniard          |           |                                |
| 1970                                     | 1995      | Joseph Letellier        |           |                                |
| 1995                                     | mars 2014 | Jacques Le Carpentier   |           | Ingénieur                      |
| mars 2014                                | En cours  | Raymond Picard          | SE        | Cadre retraité de l'industrie  |
| Les données manquantes sont à compléter. |           |                         |           |                                |

Le conseil municipal est composé de quinze membres dont le maire et trois adjoints.

## Démographie
L'évolution du nombre d'habitants est connue à travers les recensements de la population effectués dans la commune depuis 1793. Pour les communes de moins de 10 000 habitants, une enquête de recensement portant sur toute la population est réalisée tous les cinq ans, les populations de référence des années intermédiaires étant quant à elles estimées par interpolation ou extrapolation. Pour la commune, le premier recensement exhaustif entrant dans le cadre du nouveau dispositif a été réalisé en 2005.
En 2022, la commune comptait 581 habitants, en évolution de +19,06 % par rapport à 2016 (Calvados : +1,58 %, France hors Mayotte : +2,11 %).
Périers-sur-le-Dan est la commune la moins peuplée du canton d'Ouistreham.
| 1793 | 1800 | 1806 | 1821 | 1831 | 1836 | 1841 | 1846 | 1851 |
| ---- | ---- | ---- | ---- | ---- | ---- | ---- | ---- | ---- |
| 309  | 298  | 293  | 219  | 265  | 250  | 229  | 238  | 226  |

| 1856 | 1861 | 1866 | 1872 | 1876 | 1881 | 1886 | 1891 | 1896 |
| ---- | ---- | ---- | ---- | ---- | ---- | ---- | ---- | ---- |
| 224  | 213  | 226  | 208  | 221  | 215  | 179  | 183  | 200  |

| 1901 | 1906 | 1911 | 1921 | 1926 | 1931 | 1936 | 1946 | 1954 |
| ---- | ---- | ---- | ---- | ---- | ---- | ---- | ---- | ---- |
| 200  | 181  | 149  | 163  | 157  | 174  | 180  | 198  | 187  |

| 1962 | 1968 | 1975 | 1982 | 1990 | 1999 | 2005 | 2006 | 2010 |
| ---- | ---- | ---- | ---- | ---- | ---- | ---- | ---- | ---- |
| 199  | 196  | 282  | 360  | 491  | 456  | 474  | 492  | 490  |

| 2015 | 2020 | 2022 | - | - | - | - | - | - |
| ---- | ---- | ---- | - | - | - | - | - | - |
| 476  | 566  | 581  | - | - | - | - | - | - |

## Lieux et monuments
- Église Saint-Ouen (VIIIe-XIIIe siècle), une des plus anciennes de la région, classée monument historique en 1914[26]. Elle a fait l'objet d'importants travaux de restauration depuis le début des années 1980, à l'instigation d'une association de sauvegarde créée par Monique Castel, chevalier des arts et des lettres, la dernière en 2005 portant sur les peintures murales du XIIIe siècle.
- Allée d'arbres conduisant au château, site classé[27].

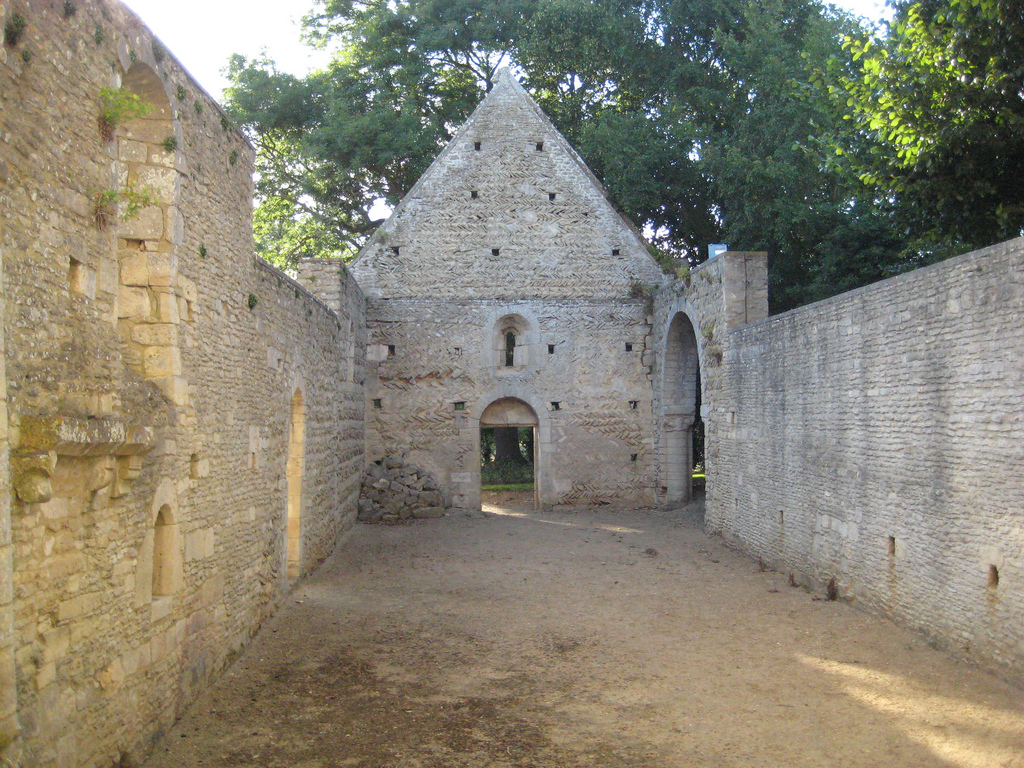
La nef en ruine de l'église Saint-Ouen.
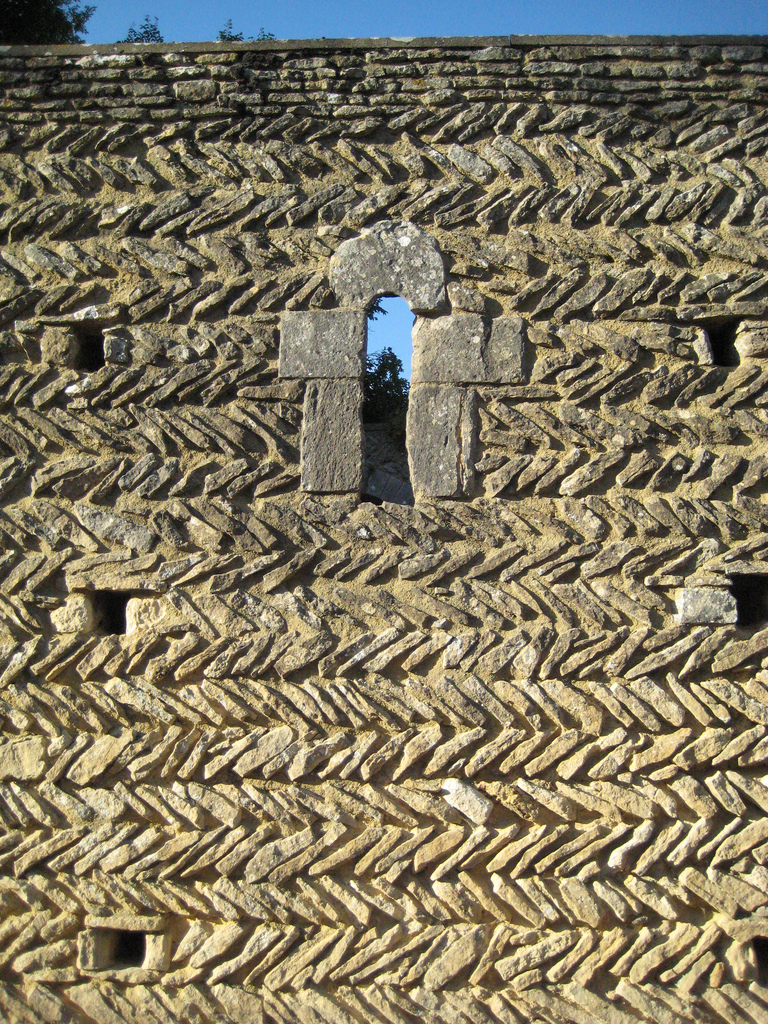
Le mur de la nef, en arête-de-poisson.

## Activité et manifestations
- Fête patronale de la Saint-Ouen, le 24 août.

## Personnalités liées à la commune
- Élise Cagniard (1890-1976), première femme élue maire en France, en fonction de 1944 à 1953[28].